# Megachile zambesica
Megachile zambesica är en biart som beskrevs av Pasteels 1965. Megachile zambesica ingår i släktet tapetserarbin, och familjen buksamlarbin. Inga underarter finns listade i Catalogue of Life.